# Provost (Schottland)
Provost ist ein Titel des obersten städtischen Verwaltungsbeamten in Schottland. Er ist vergleichbar mit dem Titel Bürgermeister. 
In den 32 schottischen Kommunen wird der Titel häufig für den bürgerlichen Leiter eines Rates verwendet, der von seinen Mitgliedern gewählt wird, um Sitzungen zu leiten und den Rat zu vertreten. Die vier größten Städte Glasgow, Edinburgh, Aberdeen und Dundee haben einen Lord Provost. Dies ist im Local Government etc. (Scotland) Act 1994 verankert.
Der Titel Provost leitet sich vom französischen Begriff prévôt ab, der seinen Ursprung im Römischen Reich hat.